# Сура (река)
Сура (рус. Сура́, чув. Сăр, ерз. Сура лей) је река у Русији. Десна је притока реке Волге. Протиче кроз Уљановску, Нижегородску и Пензенску област, затим кроз Мариј Ел, Мордовску и Чувашку републику. Дужина реке је 841 km док басен реке износи 67.500 km².

## Опис тока
На реци су смештени градови (од извора до ушћа): Сурск, Пенза, Алатир, Шумерља и Јадрин а на самом ушћу реке је место Василсурск.

## Притоке

### Леве притоке
- Алатир
- Река
- Пјана
- Уза
- Шукша
- Кутља

### Десне притоке
- Алгашка
- Барјиш
- Бездна
- Инза
- Кумашка
- Кирја

## Водени састав
Извор воде су углавном снежне падавине. Просечни годишњи проток воде на ушћу је 260 m³/s. На удаљености 63 km од ушћа у просеку 253 m³/s, максимални до 7.240 m³/s, а најмањи 10,5 m³/s, при чему минимум настаје током јануара и марта, а максимум током априла и маја. Замрзава се у новембру и децембру, а одмрзава крајем марта и априла.

## Пловност
Сура постаје пловна 394 km од ушћа.

## Галерија
- Сура на ушћу у реку Волгу код места Васиљсурск
- Сура код Пензе
- Сура код села Качелаја
- Пристаниште на ушћу реке